# Chariton Platonowitsch Platonow

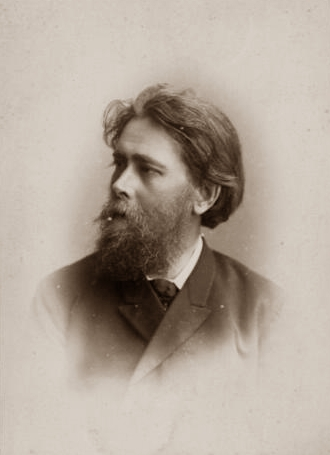
Chariton Platonow

Chariton Platonowitsch Platonow (russisch Харитон Платонович Платонов, ukrainisch Харитон Платонович Платонов, Transliteration Chariton Platonovič Platonov; * 1842 in Worona, Gouvernement Jaroslawl, Russisches Kaiserreich; † 5. Septemberjul. / 18. September 1907greg. in Kiew, Gouvernement Kiew, Russisches Kaiserreich) war ein russischer und ukrainischer Genremaler.

## Leben
Der Bauernsohn Chariton Platonow studierte von 1859 bis 1870 an der Kaiserlichen Kunstakademie in Sankt Petersburg. Nach dem Studium wurde er Kunstlehrer in einer russischen Bezirksschule.
Von 1879 an lebte er in Kiew und lehrte zwischen 1880 und 1900 an der Zeichenschule von Mykola Muraschko und nach deren Schließung ab 1901 an der neu gegründeten Kiewer Kunstschule.
Außerdem beteiligte er sich an der Restaurierung der mittelalterlichen Fresken des Klosters des heiligen Kyrill in Kiew.

## Werk
Seine Bilder mit Szenen von anmutigen Bauernmädchen oder Frauen in häuslicher Umgebung gewannen Anerkennung.
Durch seine angenehm anzuschauenden Motive mit anmutigen und ausdrucksstarken Gesten und mit wenig Dekoration verzierten Bildern erschuf er eine Art der Personifizierung des netten und kindischen. Das Hauptmerkmal seiner Arbeit war der leicht gräulich Ton seiner Werke.

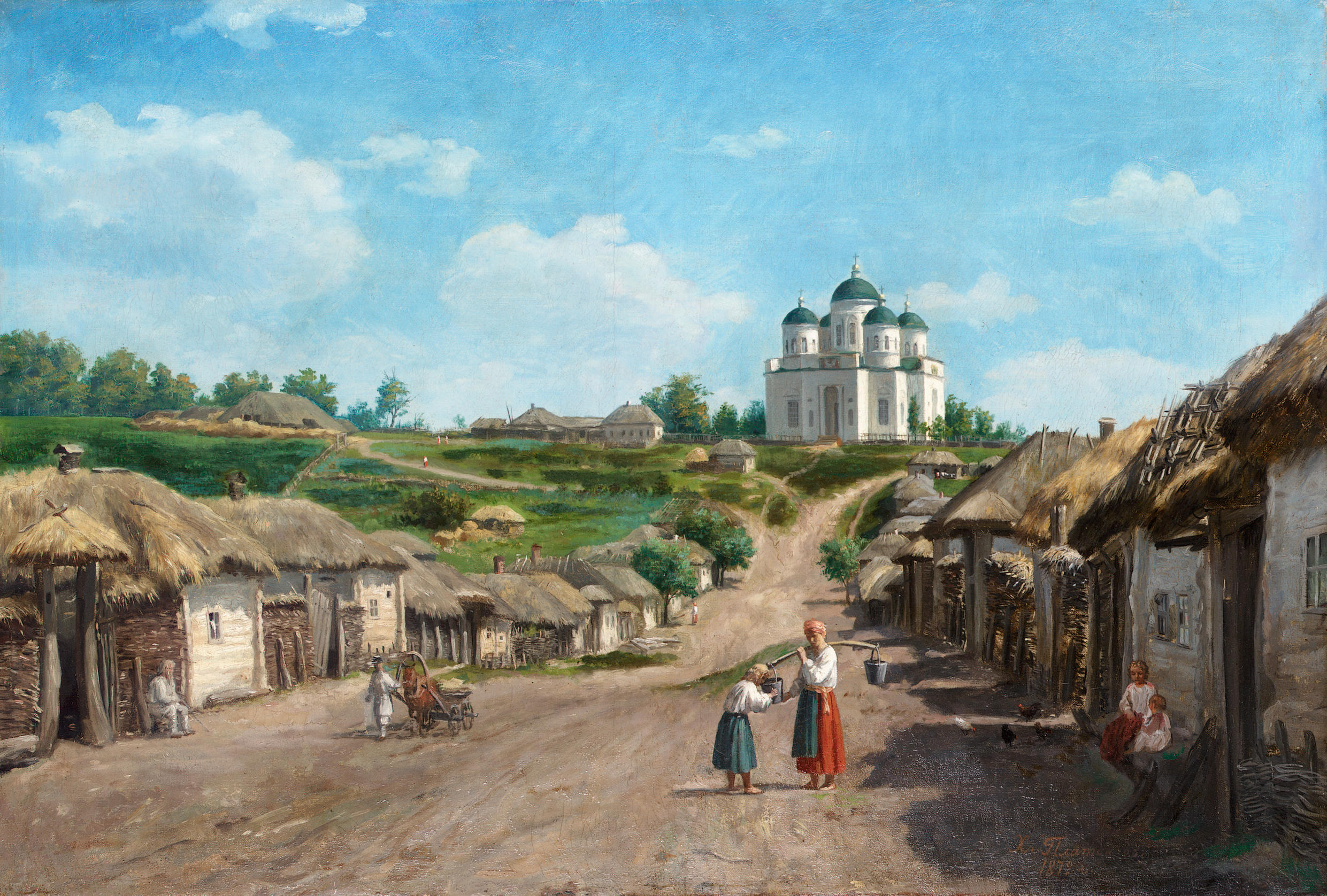
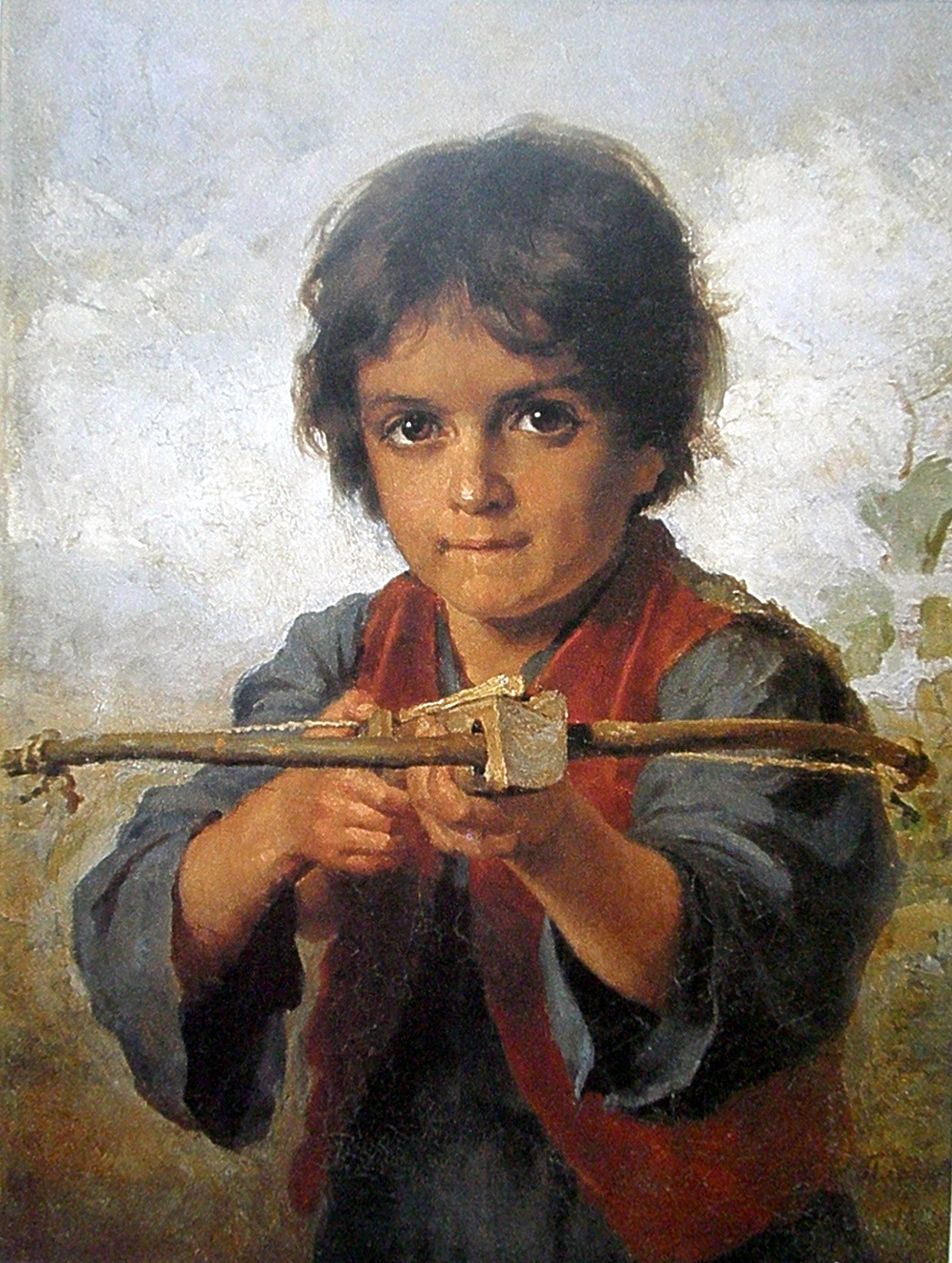
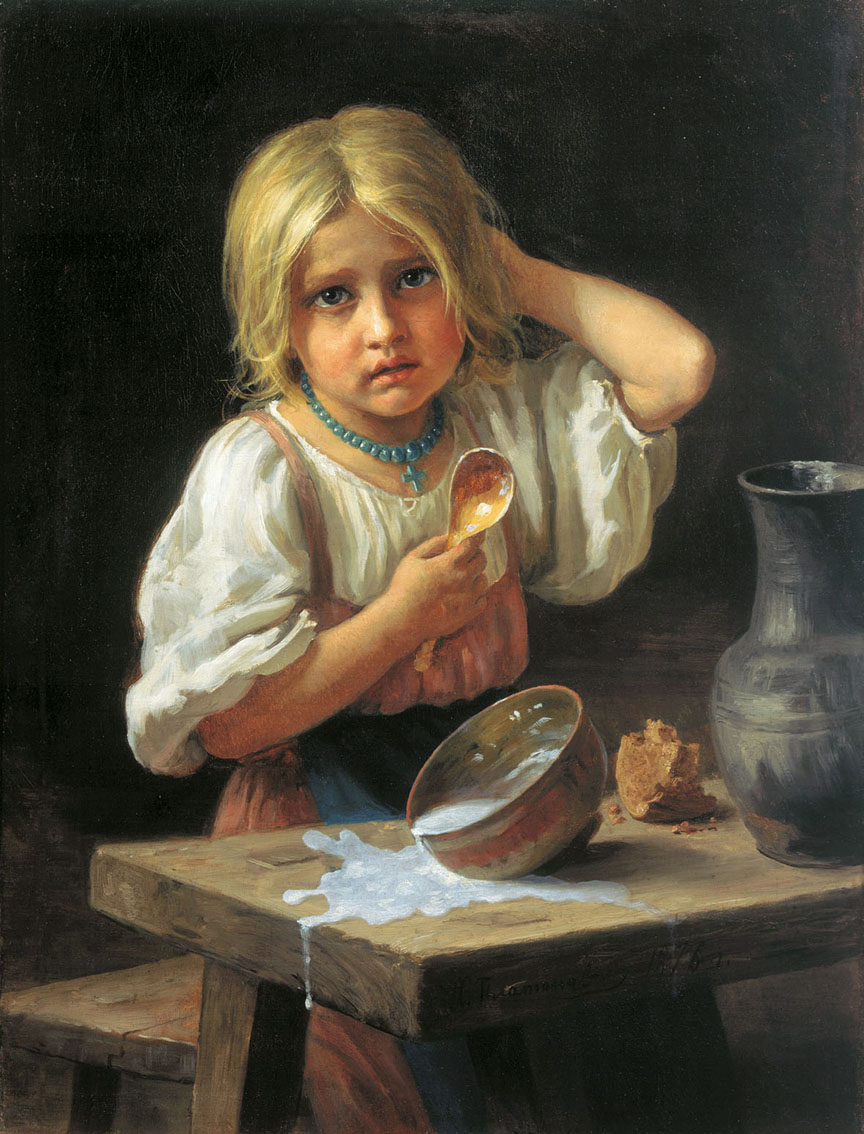
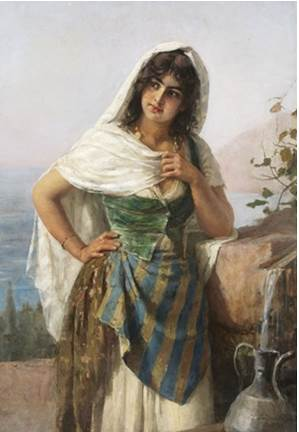
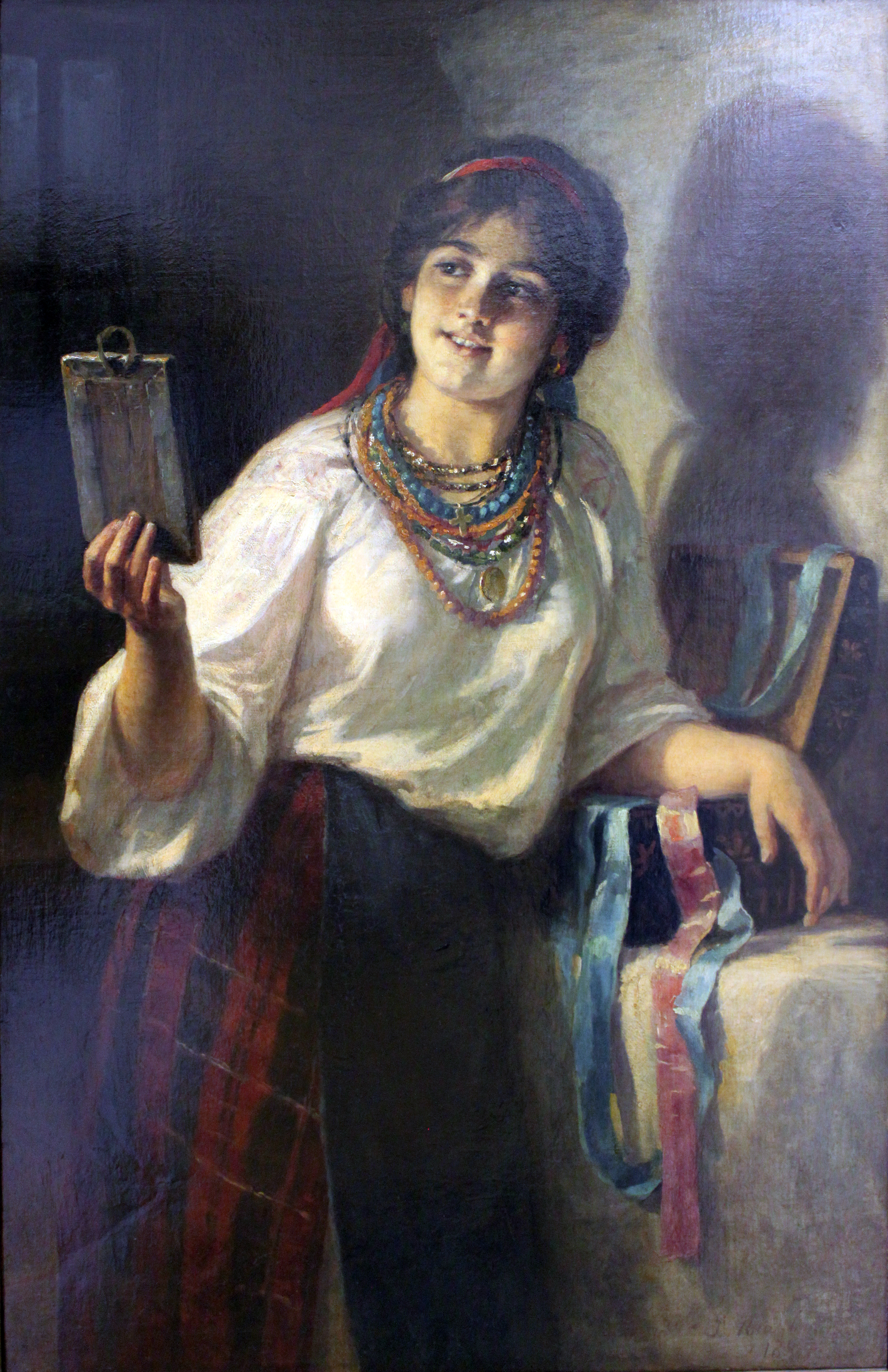